# Aprosdoketon
L'Aprosdoketon (in lingua greca antica: ἀπροσδόκητον, inatteso) è una figura retorica che consiste nell'uso di una parola o di una frase inaspettate rispetto a quelle che ci si attendeva. Si suscita in tal modo un'aspettativa che viene poi delusa o sovvertita.
Un esempio potrebbe essere: Tutto è bene quel che finisce male (invece di Tutto è bene quel che finisce bene). 
Un esempio dal mondo classico ci viene offerto da Marziale nell'Epigramma 1,10: ''Petit gemellus nuptias Maronillae et cupit et precatur et donat. Adeone pulchra est? immo foedius nil est. Quid ergo in illa petitur et placet? Tussit. (in italiano: Gemello desidera sposare Maronilla e brama, e incalza, e prega e fa doni. dunque è così bella? Anzi non c'è nulla di più brutto Quindi cosa si cerca in lei che piace? Ha la tosse.''). Infatti, quel 'tussit' finale è inatteso e lascia al lettore la possibilità di interpretare, in chiave comica, la risposta alla domanda posta.